# ماكس (لاعب كرة قدم)
ماكس (بالبرتغالية: Maxlei dos Santos Luzia‏) هو لاعب كرة قدم برازيلي في مركز حراسة المرمى، ولد في 27 فبراير 1975 في ريو دي جانيرو في البرازيل، وتوفي بنفس المكان في 26 يوليو 2017. لعب مع بوتافوغو ريغاتاس ونادي أمريكا ونادي بانغو أتلتيكو ونادي بوا إيسبورت ونادي جوينفيل ونادي فريبورغنزيه الرياضي ونادي فيلا نوفا.